# レインボーローズ

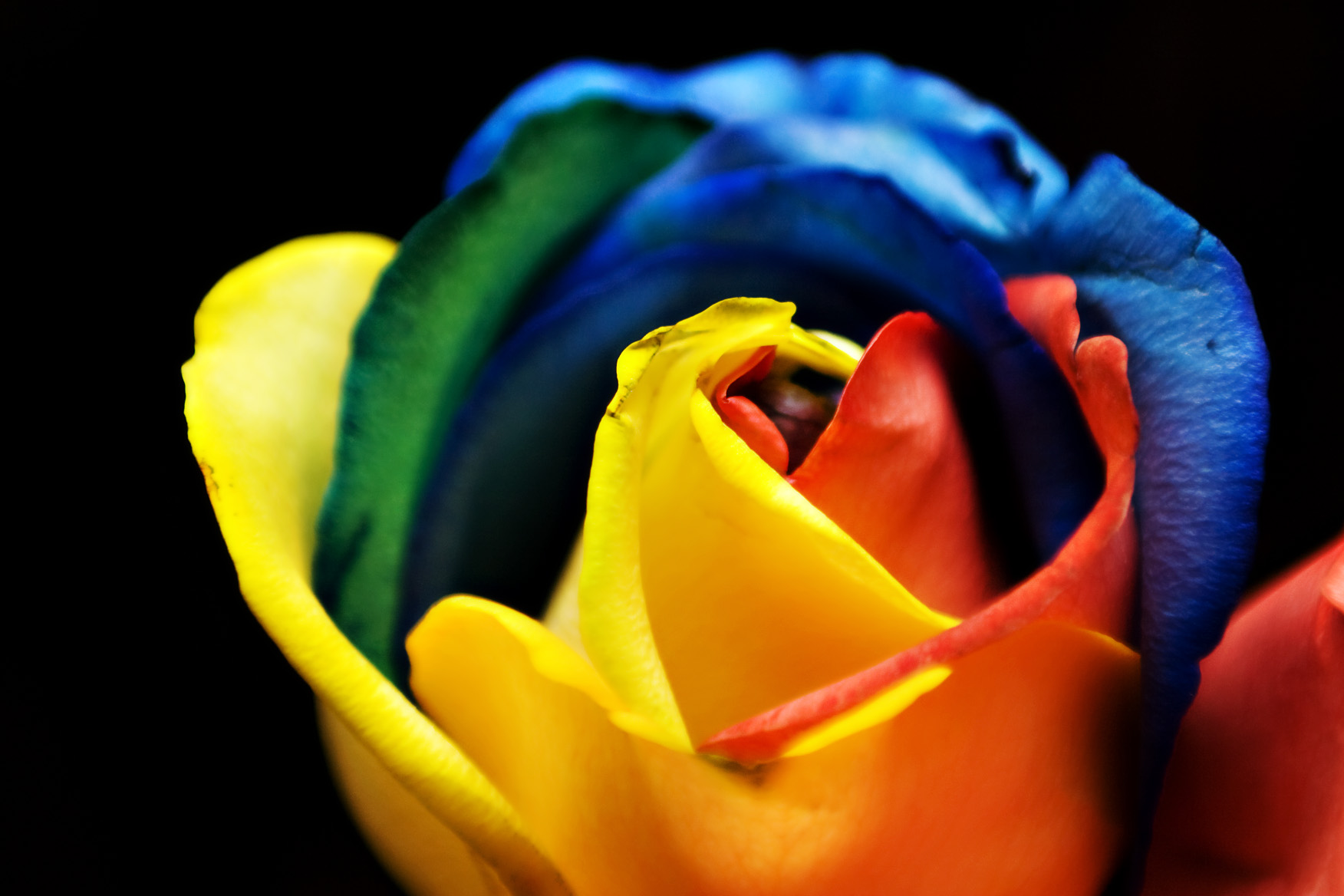

レインボーローズ（英語: Rainbow rose）は、白いバラの花びらを染料で着色して虹色に染め分けたもの。
オランダで生産されるものは、ローザ・ヴェンデラ（Rosa Vendela）という品種の白いバラに特殊な植物性染料を吸い上げさせて内部から着色する。葉も液体を吸い上げ枯れたような状態になるので、通常は葉を落として出荷される。
虹色は性的少数者とその人権擁護運動のシンボルカラーであり、レインボーローズそのものをシンボルとし、その名を冠した団体が存在する。